# Діаграма Фейнмана

Фейнманівська діаграма розпаду тау-лептона на тау-нейтрино та віртуальний W-бозон, який перетворюється на пару легших лептонів або кварк-антикварк.

Діаграми Фейнмана  — зображення певних інтегралів, які зустрічаються в квантовій теорії поля за допомогою малюнків, що його запропонував Річард Фейнман.

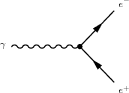
Фейнманівська діаграма народження електрон-позитронної пари

Інтеграли легко відтворити за малюнками, а, крім того, малюнки ще й дають виразне уявлення про фізичний процес, якому відповідає той чи інший матричний елемент.
Діаграми складаються з ліній та вершин. Кожна з ліній відповідає частинці, а кожна вершина — взаємодії. Якщо лінія сполучає дві вершини, то це віртуальна частинка, яка народжується й одразу ж зникає.
Хоча Фейнманівські діаграми були придумані для квантової електродинаміки, ідея сподобалася й широко застосовується в інших розділах теоретичної фізики.

## Опис методу

Діаграма розсіювання частинок

Складовими елементами діаграми Фейнмана є вершини, внутрішні і зовнішні лінії. Кожна з ліній з'єднується з деякими вершинами: внутрішня з двома, а зовнішня з однією. Набір вершин визначається структурою {\displaystyle {\mathcal {L}}_{1}}, а набір зовнішніх і внутрішніх ліній — структурою {\displaystyle {\mathcal {L}}_{0}}. Кожному моному за полями в {\displaystyle {\mathcal {L}}_{1}} відповідає певний тип вершин, а кожному виду поля в {\displaystyle {\mathcal {L}}_{0}} певний тип ліній. Якщо поле нейтральне (відповідна частинка збігається зі своєю античастинкою), то лінія вважається ненапрямленою, в іншому разі лінія напрямлена і на діаграмі має стрілку.
Існують так звані правила Фейнмана, які зіставляють з кожним елементом діаграми Фейнмана певні математичні об'єкти (величини і операції), так що за діаграмою Фейнмана можна однозначно побудувати аналітичний вираз, що дає внесок в амплітуду розсіяння квантованих полів. Разом з тим, діаграми Фейнмана дозволяють такому внеску дати наочну класичну інтерпретацію у вигляді ряду послідовних локальних перетворень частинок. Кожному окремому перетворенню відповідає вершина, внутрішнім лініям — поширення проміжної частинки від одного акту перетворення до іншого (пропагатор частинки), а зовнішнім лініям — хвильові функції початкових і кінцевих частинок, що беруть участь у процесі.
Для прикладу, розглянемо діаграми Фейнмана у квантовій електродинаміці (КЕД), яка описує взаємодію електронів, позитронів і фотонів. У КЕД є лише два типи ліній та один тип вершин (див. рис.). Ненапрямлена хвиляста лінія відноситься до фотона, а напрямлена пряма — до електрона (якщо стрілка направлена вправо) або позитрона (якщо стрілка направлена вліво). Якщо не вказано інше, час (тобто, послідовність розвитку подій) направлений зліва направо. 
Кожна з діаграм Фейнмана має кілька інтерпретацій залежно від напрямку руху вздовж ліній цієї діаграми. Так, для діаграми Фейнмана, зображеної на рисунку нижче, припустимі такі варіанти, залежно від напрямку стрілки часу (послідовності розвитку подій):
1. Рух по лініях зліва направо — розсіювання фотона на електроні. У лівій вершині початковий електрон поглинає початковий фотон, при цьому утворюється проміжний електрон, який поширюється від лівої вершини до правої. Тут він випромінює кінцевий фотон і перетворюється на кінцевий електрон. Результатом процесу є перерозподіл 4-імпульсу (енергії і імпульсу) між електроном і фотоном.
2. Рух по лініях справа наліво — розсіювання фотона на позитроні.
3. Рух від низу до верху — анігіляція електрона і позитрона з перетворенням їх на два фотони. Відповідно, в цьому випадку поширенню частинки (електрона) відповідає рух уздовж лінії у напрямку стрілки, а поширенню античастинки (позитрона) — рух проти стрілки.
4. Рух зверху вниз — народження електрон-позитронної пари при зіткненні двох фотонів.

Згідно з правилами Фейнмана, в кожній вершині взаємоперетворення частинок відбувається з інтенсивністю, пропорційною деякій константі зв'язку (константі взаємодії), і з дотриманням закону збереження 4-імпульсу. Разом з тим, релятивістське співвідношення між енергією і імпульсом {\displaystyle \mathrm {E} ={\sqrt {P^{2}c^{2}+m^{2}c^{4}}}} ({\displaystyle \mathrm {E} } — енергія, {\textstyle P} — звичайний тривимірний імпульс, {\displaystyle m} — маса) виконується тільки для початкових і кінцевих частинок, що описуються зовнішніми лініями (реальні частинки). Це співвідношення, однак, порушується для проміжних частинок, що описуються внутрішніми лініями, тому вони називаються віртуальними частинками. Для них {\displaystyle \mathrm {E} } і {\displaystyle P} можуть незалежно набувати значень від {\displaystyle -\infty } до  {\displaystyle +\infty }.
Поле може бути як однокомпонентним, так і багатокомпонентним. В КЕД і фотонне (векторне електромагнітне) поле, і електрон-позитронне (спінорне) поле мають по чотири компоненти. Кожна лінія в діаграмі Фейнмана описує відразу всю сукупність компонент відповідного поля. У суперсиметричних моделях лінія в діаграмі Фейнмана описує поширення цілого мультиплету елементарних частинок, які відповідають різним компонентам одного суперполя.
Тип фізичного процесу визначається тільки тими частками, які є на вході і виході цього процесу. Тому всі діаграми Фейнмана з одним і тим самим набором зовнішніх ліній, незалежно від своєї внутрішньої структури, відповідають одному і тому ж фізичному процесу. Кожна з таких діаграм робить адитивний внесок в амплітуду процесу. Так, окрім діаграми, зображеної вище, ефекту Комптона відповідають, наприклад, діаграми, показані нижче як другий та третій члени суми, що описує амплітуду розсіяння.
Відмінною рисою цих діаграм є наявність в них замкнутих циклів (петель), що складаються з внутрішніх ліній. Діаграми з однією петлею, як на рисунку вище, називаються однопетльовими, але можуть існувати діаграми вищого порядку – двопетльові, тощо. Безпетльові діаграми називаються деревними. З усіх діаграм, що відповідають цьому фізичному процесу, деревні діаграми мають найменше число вершин. Тому в теорії збурень, в якій роль малого параметра грає константа зв'язку, деревні діаграми роблять основний внесок, а діаграми з петлями описують радіаційні поправки (тим менші, чим більша кількість петель). Якщо ж константа взаємодії не є малим параметром (наприклад, у квантовій хромодинаміці при низьких енергіях), петльові поправки можуть досягати значень амплітуди деревної діаграми.  
Крім розкладання всіх величин в ряд теорії збурень за константою зв'язку, використовується розкладання в ряд за сталою Планка. Виявляється, що внесок діаграми Фейнмана пропорційний {\displaystyle \hbar ^{n}}, де n — число петель в даній діаграмі. Тому в класичній границі (h → 0) внесок дають тільки деревні діаграми.
Крім амплітуд розсіювання, діаграми Фейнмана використовуються для опису функцій Гріна (в КТП). В обох випадках структури діаграм дуже схожі, що відображає тісний зв'язок між функціями Гріна і амплітудами розсіювання. Істотною відмінністю є лише те, що для функцій Гріна зовнішніх ліній відповідає поширення віртуальних частинок (поза масовою поверхнею).
Згідно з правилами Фейнмана, кожній петлі в діаграмі Фейнмана відповідає інтегрування за 4-імпульсом, який може циркулювати в даній петлі, не порушуючи законів збереження в вершинах. Деякі з цих інтегралів розходяться за рахунок нескінченного обсягу інтегрування (ультрафіолетові розбіжності). Існує послідовний метод, званий процедурою регуляризації і перенормування, який дозволяє позбутися цих розбіжностей. У цьому методі формулюються правила, за якими деяким внутрішнім блокам (узагальненим вершинам, див. нижче) у діаграмі Фейнмана ставляться у відповідність певні математичний операції. З їх допомогою вдається компенсувати ультрафіолетові розбіжності.

Вершини в Стандартній Моделі

У виділенні узагальнених вершин, які використовуються в процедурі перенормувань, суттєву роль грає така класифікація діаграм Фейнмана. Діаграма називається зв'язною, якщо з будь-якої її вершини можна потрапити в будь-яку іншу, переміщуючись по внутрішніх лініях. В іншому випадку діаграма називається незв'язною. Діаграма називається сильно зв'язною або одночастинно незвідною, якщо вона залишається зв'язною після розриву будь-якої однієї внутрішньої лінії. Різні сукупності вершин і внутрішніх ліній діаграми називаються її піддіаграмами. Їх класифікують так само, як і діаграми. Узагальнені вершини — це сильно зв'язні піддіаграми, які приєднуються до інших частин діаграми так само, як звичайні вершини або внутрішні лінії. У КЕД три типи узагальнених вершин: власна енергія електрона (приєднується двома електрон-позитронними лініями), власна енергія фотона або поляризація вакууму (приєднується двома фотонними лініями), трикутна вершина (приєднується двома електрон-позитронними лініями і однієї фотонної).
Специфічні особливості має діаграмна техніка для моделей з неабелевими калібрувальними полями. Це пов'язано з тим, що для їх послідовного релятивістськи інваріантного формулювання доводиться розглядати крім фізичних компонент калібрувальних полів також і нефізичні. Виявляється, що зайвий внесок у спостережувані величини від нефізичних компонент можна компенсувати внеском деяких «духових» полів, що мають неправильний зв'язок спіну зі статистикою. Відповідно до цього, крім діаграм, що описують поширення і взаємодію матеріальних і калібрувальних полів, доводиться розглядати діаграми, в яких фігурують «духові» поля. Так, у квантовій хромодинаміці крім вершин, що описують взаємодію матеріальних полів (кварків) з калібрувальними полями (глюонами) і глюонів між собою, доводиться вводити вершини, що описують взаємодію глюонів з «духами».
Оскільки для фізичних процесів ні в початковому, ні в кінцевому стані «духи» не можуть бути присутніми, то внесок в амплітуду таких процесів дають тільки діаграми, в яких немає зовнішніх «духових» ліній. Однак при розгляді виразів, що не залежать від поляризації початкових і (або) кінцевих калібрувальних полів, іноді технічно більш зручно підсумовувати за всіма компонентами цих полів, а не тільки за фізичними. У цьому випадку внесок нефізичних компонент може бути скомпенсований внеском від діаграм, в яких у початковому і (або) кінцевому стані «духи» присутні.